# Miles Davis at Carnegie Hall
| 전문가 평가                          | 전문가 평가 |
| 평가 점수                            | 평가 점수   |
| 출처                                 | 점수        |
| ------------------------------------ | ----------- |
| Down Beat (Original LP release)      | [ 1 ]       |
| Allmusic                             | [ 2 ]       |
| The Penguin Guide to Jazz Recordings | [ 3 ]       |

《Miles Davis at Carnegie Hall》은 미국의 재즈 음악가 마일스 데이비스의 라이브 음반이다. 《The Legendary Performances of May 19, 1961》이라는 부제가 붙은 그것은 1962년 컬럼비아 레코드에 의해 처음 발매되었다.

## 배경
이 라이브 공연은 데이비스가 그의 퀸텟과 길 에번스와 그의 21개의 오케스트라와 함께하는 것을 특징으로 한다. 오케스트라와 퀸텟은 함께 "《Miles Ahead》와 《Sketches of Spain》"에서 선곡을 연주하고, 퀸텟은 소니 롤린스와 아마드 자말의 데이비스 오리지널과 표준을 모두 연주한다.
비록 데이비스와 에번스가 함께 여러 장의 음반을 녹음했지만, 퀸텟과 오케스트라 모두와 함께 한 라이브 공연은 단 두 번뿐이었다. 드물게 카네기 홀 녹음에는 길 에번스가 편곡한 〈So What〉의 유일한 녹음과 에번스가 다시 편곡한 〈Spring Is Here〉 버전이 포함되어 있다.

## 곡 목록

### 1962년 컬럼비아/레거시 발매
오리지널 LP는 모노럴의 CL 1812와 "스테레오를 위해 전자적으로 재채널화된" CS 8612로 두 가지 버전으로 발매되었다.
| #  | 제목                                               | 작곡                                            | 재생 시간 |
| -- | -------------------------------------------------- | ----------------------------------------------- | --------- |
| 1. | 〈So What〉                                        | 마일스 데이비스                                 | 12:04     |
| 2. | 〈Spring Is Here〉                                 | 로렌츠 하트, 리처드 로저스                      | 3:58      |
| 3. | 〈No Blues〉                                       | 데이비스                                        | 10:55     |
| 4. | 〈Oleo〉                                           | 소니 롤린스                                     | 7:23      |
| 5. | 〈Someday My Prince Will Come〉                    | 프랭크 처칠, 래리 모리                          | 2:43      |
| 6. | 〈The Meaning of the Blues / Lament / New Rhumba〉 | 바비 트룹, 리아 워스 / J. J. 존슨 / 아마드 자말 | 8:31      |